# Mora kyrka

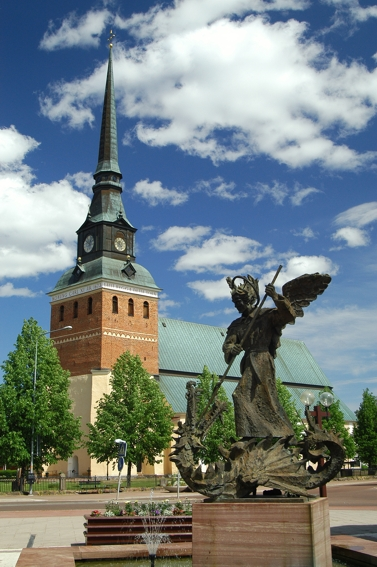
Mora kyrka från sydväst. I förgrunden finns en skulptur av ärkeängeln Mikael med draken.

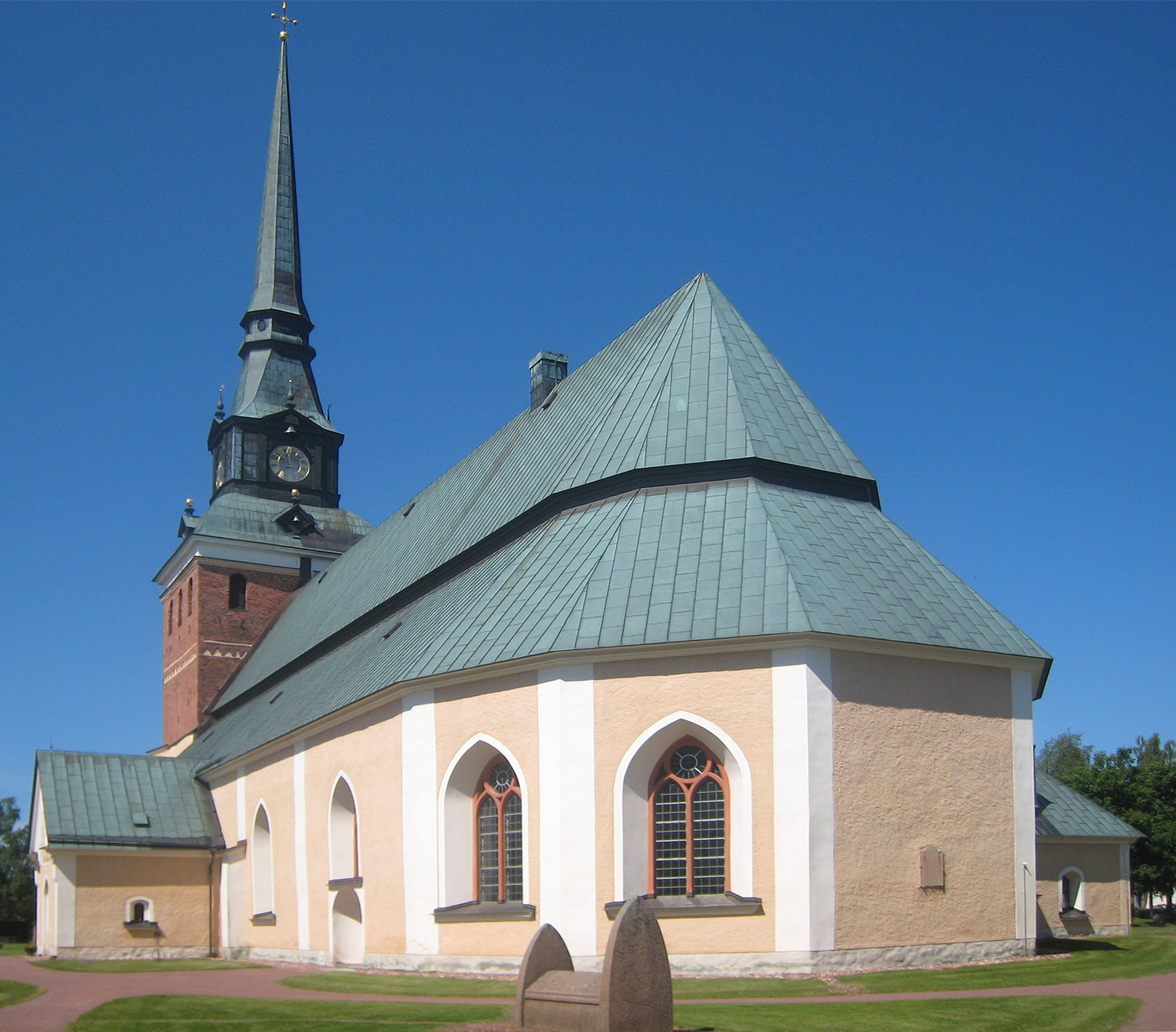
Mora kyrka från sydöst.

Mora kyrka är en kyrkobyggnad i Mora. Den tillhör Mora församling i Svenska kyrkan där den också är församlingskyrka, och ingår i Västerås stift. Kyrkan är belägen på ett smalt näs i Mora tätorts norra del mellan Siljans nordvästra ände och Österdalälven.
Kyrkan, som har både klockstapel och torn, har Zorngården som sin närmaste granne i väster. I närheten ligger också en kulturhistoriskt intressant gammal prästgård ("prostgården") och vid kyrkan ligger dessutom målgången för Vasaloppet.
Kring kyrkan har först en by vuxit upp, sedermera Morastrands köping och Mora tätort, till följd av läget vid då allt viktigare handelsleder vid Oreälven och Österdalälven.
Att kyrkan är så stor och utsmyckad beror på att hela norra Dalarna utom Orsa på medeltiden tillhörde socknen. Därefter har allt fler församlingar brutit sig loss som egna socknar och därvid byggt egna kyrkor.
Under medeltiden var kyrkan helgad åt Sankt Mikael, därför finns också denne ärkeängel med i Mora kommuns kommunvapen.

## Kyrkobyggnaden
Delar av kyrkans murverk är byggt i gråsten och stammar från den äldsta stenkyrkan från slutet av 1200-talet eller början av 1300-talet. Dessa murar återfinns främst i större mellersta delen av kyrkans norra samt de äldsta delarna av sakristian. Sakristian förstorades åt norr på 1720-talet till sin dubbla storlek och fick två kupolliknande valv. På dess vind fanns till restaureringen 1895 en sångläktare, en så kallad gapskulle, med en rundbågig öppning mot koret. Denna gapskulle ersattes under restaureringen med en läktarbarriär.
Vissa partier av murarna är också byggda i tegel (främst fönsteromfattningarna och murarnas överstycken). Det gäller också hela den övre delen av tornet. 1756 byggdes en så kallad benkammare till norr om tornet. Den används sedan restaureringen 1964-1965 som brudkammare innan bröllop skall hållas i kyrkan.
Kyrkan fick sin huvudsakliga utformning under 1480-talet då kyrkan byggdes om till en treskeppig hallkyrka under nyslagna gotiska stjärnvalv i mittskeppet och under kryssvalv i sidoskeppen. Stjärnvalven är utsmyckade med ribbor (ribbvalv) längre framåt koret. Valven vilar på oktagonala pelare och på väggkonsoler. I väster avslutas välvningen med så kallade kapade valv. Valv- och pelarkonstruktionen har sitt ursprung i utvidgningen på 1480-talet.
Det tresidiga koret, som tillkom 1754, täcks av kupolliknande kryssvalv. Dessa valv vilar mot de yttre väggarna på infällda pelare och inåt mot de medeltida oktagonala pelarna.
Förutom tornets övre delar i tegel är kyrkans exteriöra murar putsade sedan restaureringen 1895. Då fick också en del av fönstren nygotisk utformning. 
Under restaureringen 1964-1965 av byggnadsrådet David Dahl genomfördes omfattande förstärkningsarbeten, bland annat av valven. Samtidigt framtogs fragment av kalkmålningar från 1520-talet i norra sidoskeppets östligaste valv. De fanns tidigare i hela kyrkan. Golvet förnyades då också ännu en gång, genom att vissa delar av golvet då fick en utformning i sandsten.
Vapenhuset söder om långhuset uppfördes omkring år 1500 strax efter långhuset och var länge kyrkans huvudingång. Vapenhusets gavel är rikt ornamenterad med blinderingar, tegelmönster, hörnkedjor och listverk. Invändigt finns i vapenhuset ett kryssvalv som vilar på konsoler i hörnen. I väster finns ett fönster.

## Orgel

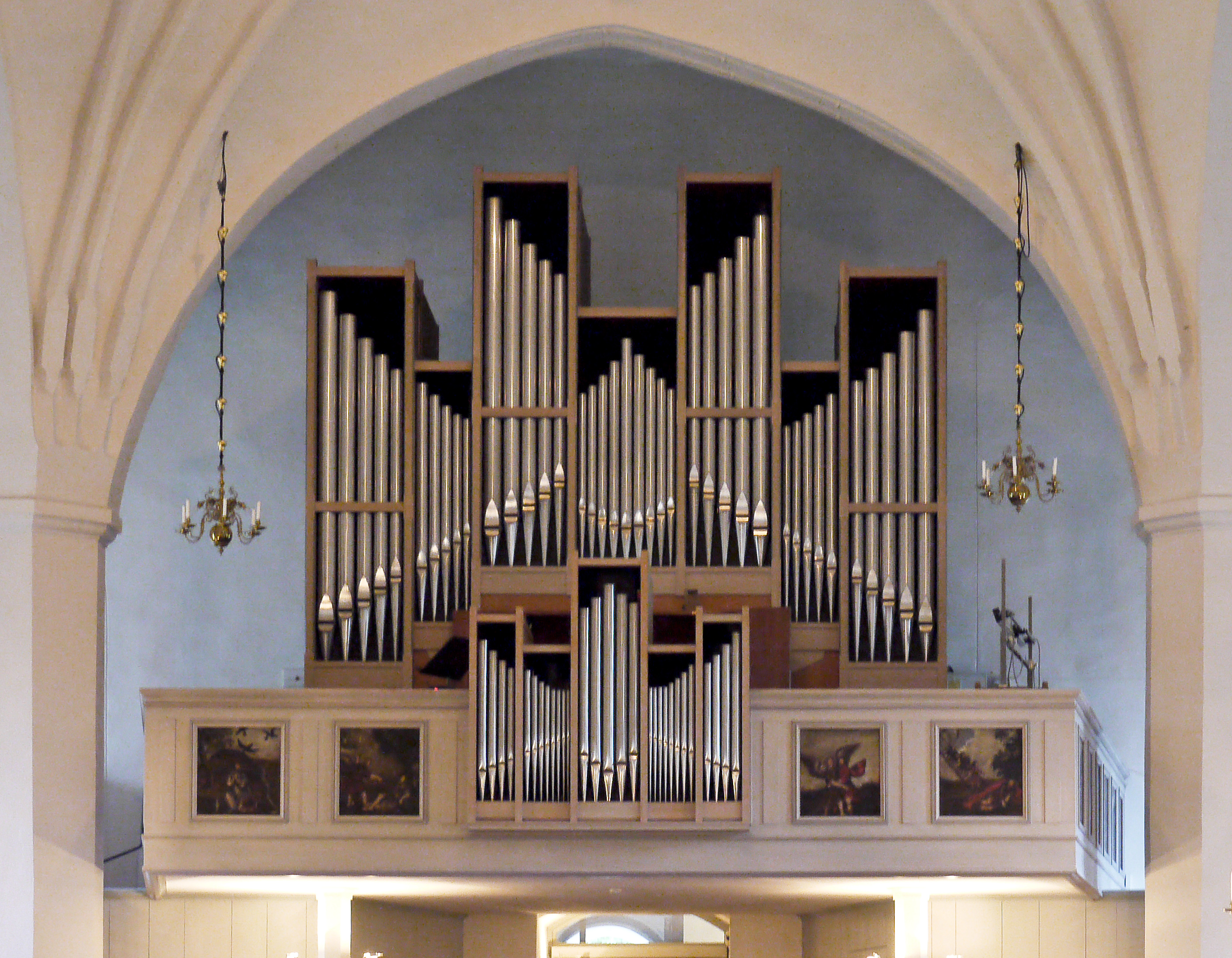
Orgeln

- 1585 bygges en orgel i kyrkan som togs ur bruk i mitten av 1600-talet.[3]
- Under 1800-tales slut köptes ett harmonium till kyrkan, som användes fram till 1912.[3]
- 1912 byggde Gebrüder Rieger, Jägerndorf, Österrike en pneumatisk orgel med 28 stämmor, två manualer och pedal. Fasaden som delvis var ljudande, ritades 1911 av Fredrik Falkenberg. Orgeln hade motor och manubrier.[4] Den magasinerades och flyttades 1987 till Mariakyrkan i Gdynia, Polen.[3]

Ursprunglig disposition, 1912:
| Manual I          | Manual II              | Pedal                                        | Koppel   |                      |
| Principal 16'     | Borduna 16'            | Principal 16'                                | I/P      | 3 fria kombinationer |
| Principal 8'      | Basetthorn 8'          | Subbas 16'                                   | II/P     | 4 kollektiver        |
| Dubbelflöjt 8'    | Salicional 8'          | Borduna 16' (transmitterad från Borduna 16') | II/I     | Rullsvällare         |
| Flöjt harmonik 8' | Rörflöjt 8'            | Quinta 12'                                   | II 16'/I | Crescendosvällare    |
| Gamba 8'          | Violin 8'              | Borduna 8'                                   | I 4'/I   |                      |
| Dolce 8'          | Voix céleste 8' (1916) | Violoncell 8'                                |          |                      |
| Ocatava 4'        | Flöjt octaviante 4'    | Basun 16'                                    |          |                      |
| Flöjt 4'          | Waldflöjt 2'           |                                              |          |                      |
| Octava 2'         | Klarinett 8'           |                                              |          |                      |
| Mixtur 3 chor     |                        |                                              |          |                      |
| Trumpet 16'       |                        |                                              |          |                      |
| Trumpet 8'        |                        |                                              |          |                      |

- Den nuvarande orgeln byggdes 1967 av Hammarbergs Orgelbyggeri AB, Göteborg. Orgeln har mekanisk traktur och elektrisk registratur. Fasaden är samtida med orgeln.[3][5]

Nuvarade disposition:
| Ryggpositiv I  | Huvudverk II       | Pedal         | Koppel | Övrigt             |
| Trägedakt 8'   | Kvintadena 16'     | Subbas 16'    | I/P    | Fria kombinationer |
| Kvintadena 8'  | Principal 8'       | Principal 8'  | II/P   |                    |
| Principal 4'   | Gedakt 8'          | Gedakt 8'     | I/II   |                    |
| Koppelflöjt 4' | Fugara 8'          | Nachthorn 4'  |        |                    |
| Waldflöjt 2'   | Oktava 4'          | Rörflöjt 2'   |        |                    |
| Kvinta 1 1⁄3'  | Traversflöjt 4'    | Mixtur 4 chor |        |                    |
| Septima 1 1⁄7' | Oktava 2'          | Fagott 16'    |        |                    |
| Scharf 2 chor  | Ters 1 3⁄5'        | Trumpet 4'    |        |                    |
| Krumhorn 8'    | Rauschkvint 2 chor |               |        |                    |
| Tremulant      | Mixtur 4 chor      |               |        |                    |
|                | Trumpet 8'         |               |        |                    |

### Kororgel
- En mekaniska kororgeln byggdes 1963 av Grönlunds Orgelbyggeri AB, Gammelstad.[3]

Disposition:
| Manual        | Pedal      | Koppel  |
| Gedackt 8'    | Subbas 16' | Man/Ped |
| Principal 4'  |            |         |
| Rörflöjt 4'   |            |         |
| Waldflöjt 2'  |            |         |
| Cymbel 2 chor |            |         |

- Den nuvarande kororgeln med 8 stämmor byggdes 1991 av Septima Orgel AB, Umeå. Orgeln är även kopplad till läktarorgeln.[3]

### Diskografi
- Orgelmusik i Mora kyrka / Grzeskowiak, Frank, orgel. LP. Mixtur-Schallplatten : Mixt 2004. 1976.

## Tornet och klockstapeln
Det kraftiga tornet med hög spira uppfördes 1581. Denna tillbyggnad kom att täcka den tidigare vackert ornamenterade västfasaden i tegel med blinderingar, vilken ännu finns att beskåda inne i tornrummet och vapenhuset (vissa golvbjälklag och mellanvåningar togs bort mellan vapenhuset och högre våningar i tornet under restaureringen 1964-1965). Tornet och vapenhuset uppfördes något förskjutet åt söder jämfört med långhusets längdmittaxel.
Den 3 maj 1671 orsakade ett blixtnedslag en omfattande brand, som förstörde taken och hela tornet. Kyrkan kunde dock snabbt återställas genom de kontakter hos myndigheter och högt uppsatta personer som församlingens kraftfulle kyrkoherde Andreas Erici Nohr-Moraeus hade, vilket ledde till att församlingen kunde få hjälp med kostnaderna för återuppbyggandet. Det nya klocktornet ritades exempelvis av Jean de la Valée på Karl XI:s bekostnad, som övertygades av kyrkoherden, en kontakt förmedlad av rikskansler Magnus Gabriel De la Gardie. Ansvarig byggmästare var timmermannen Anders Olofsson.
Själva tornet tog lite längre tid att återuppbygga än taket. Tornet stod färdigt först 1673, varför man uppförde en fristående klockstapel. Klockstapeln byggdes i trä, ligger än idag precis öster om kyrkan och uppges vara uppförd av Stor Lars Jönsson från Noret 1672. Den kan bland annat ses i bakgrunden på oljemålningen Mora marknad, av Anders Zorn.  Byggnaden fick koppartak på 1830-talet.
Tornets övre delar är synbarligen byggt i tegelgotik med vissa blinderingar.

## Bildgalleri

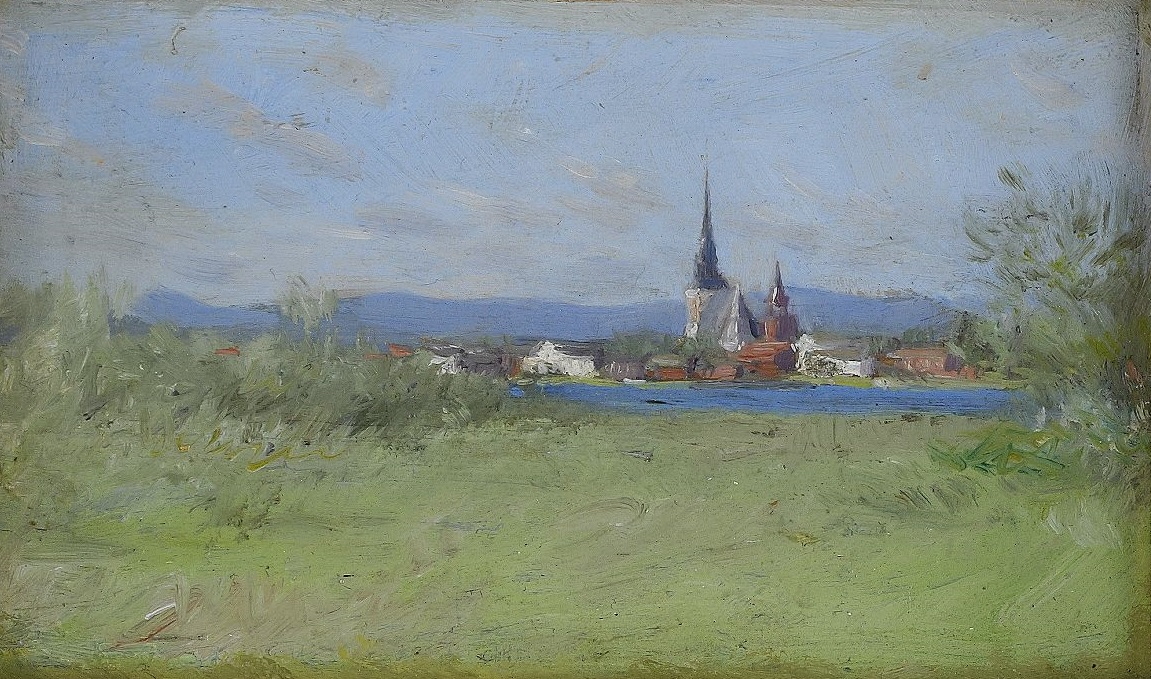
Mora kyrka avbildad av Anders Zorn 1890 med klockstapeln invid.
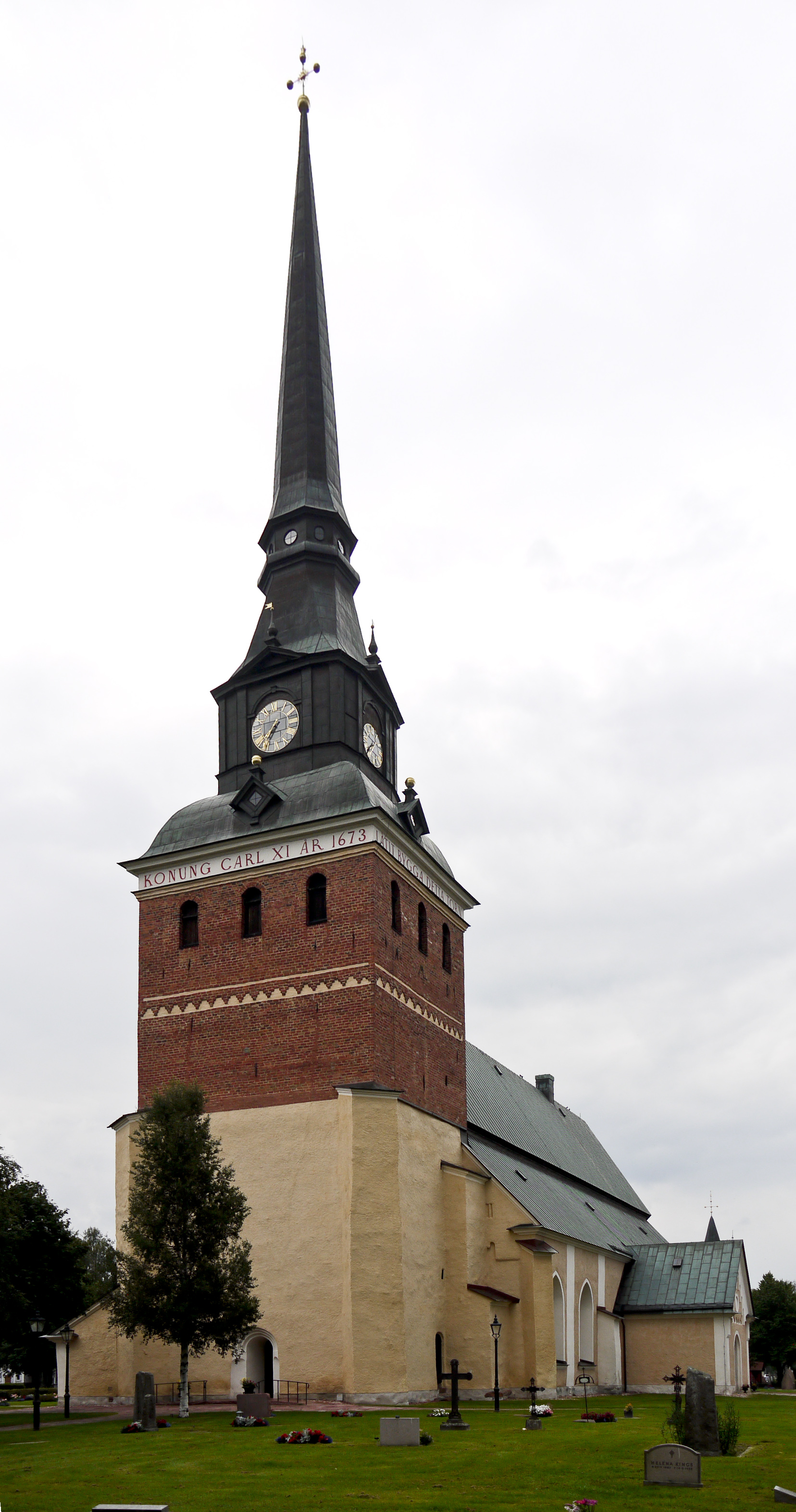
Kyrktorn uppfört 1674
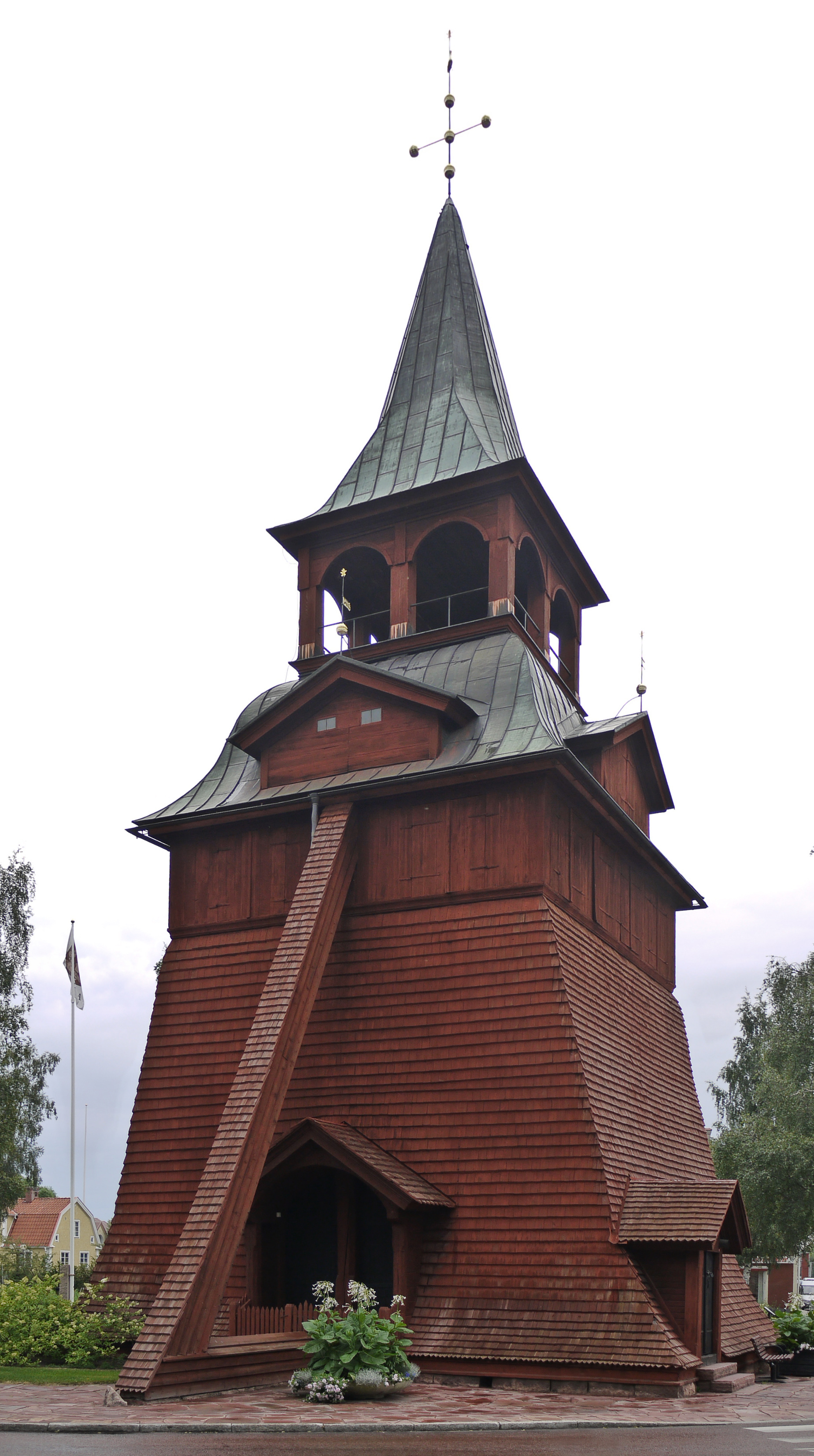
Klockstapel i trä 1672
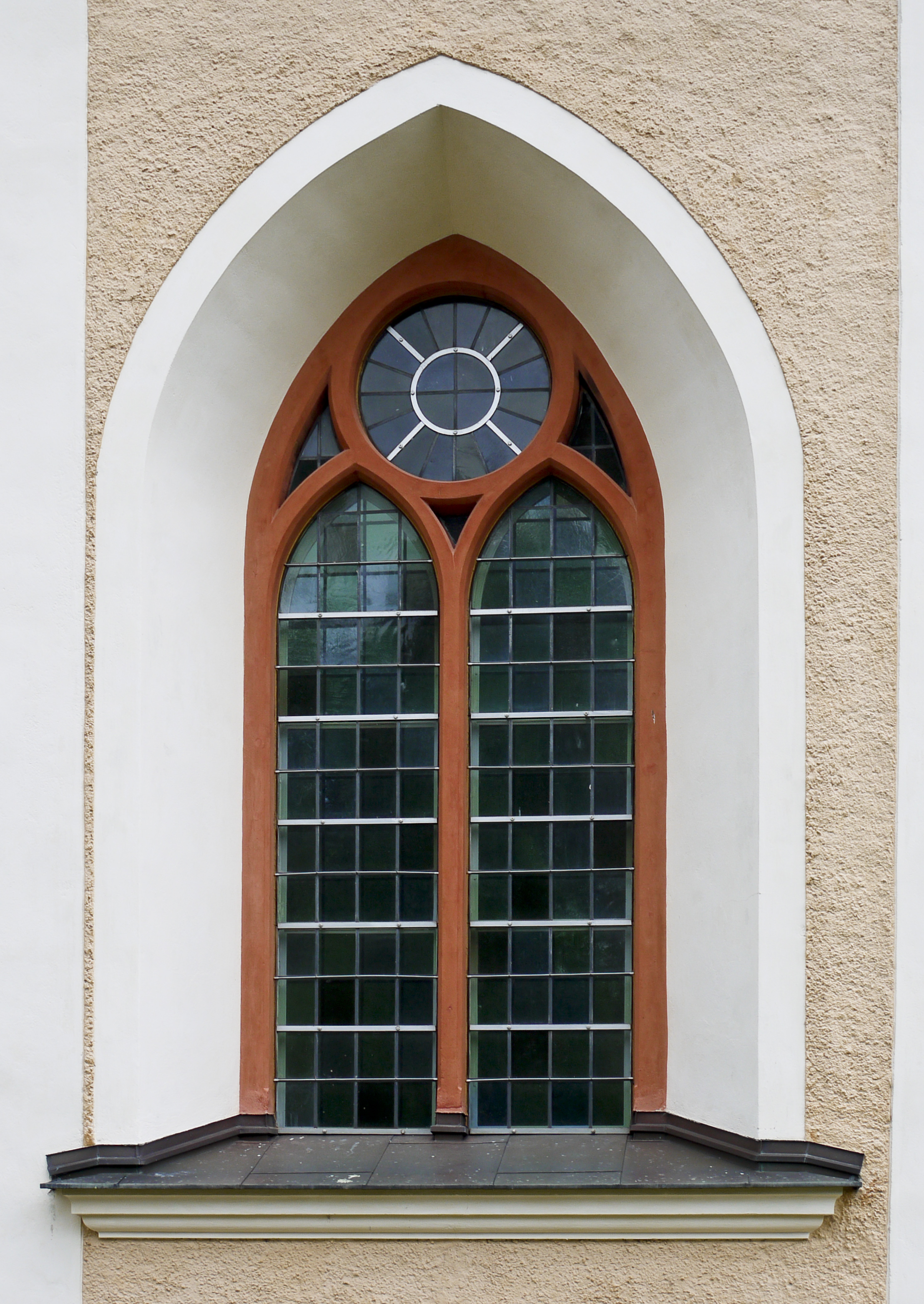
Kyrkfönster
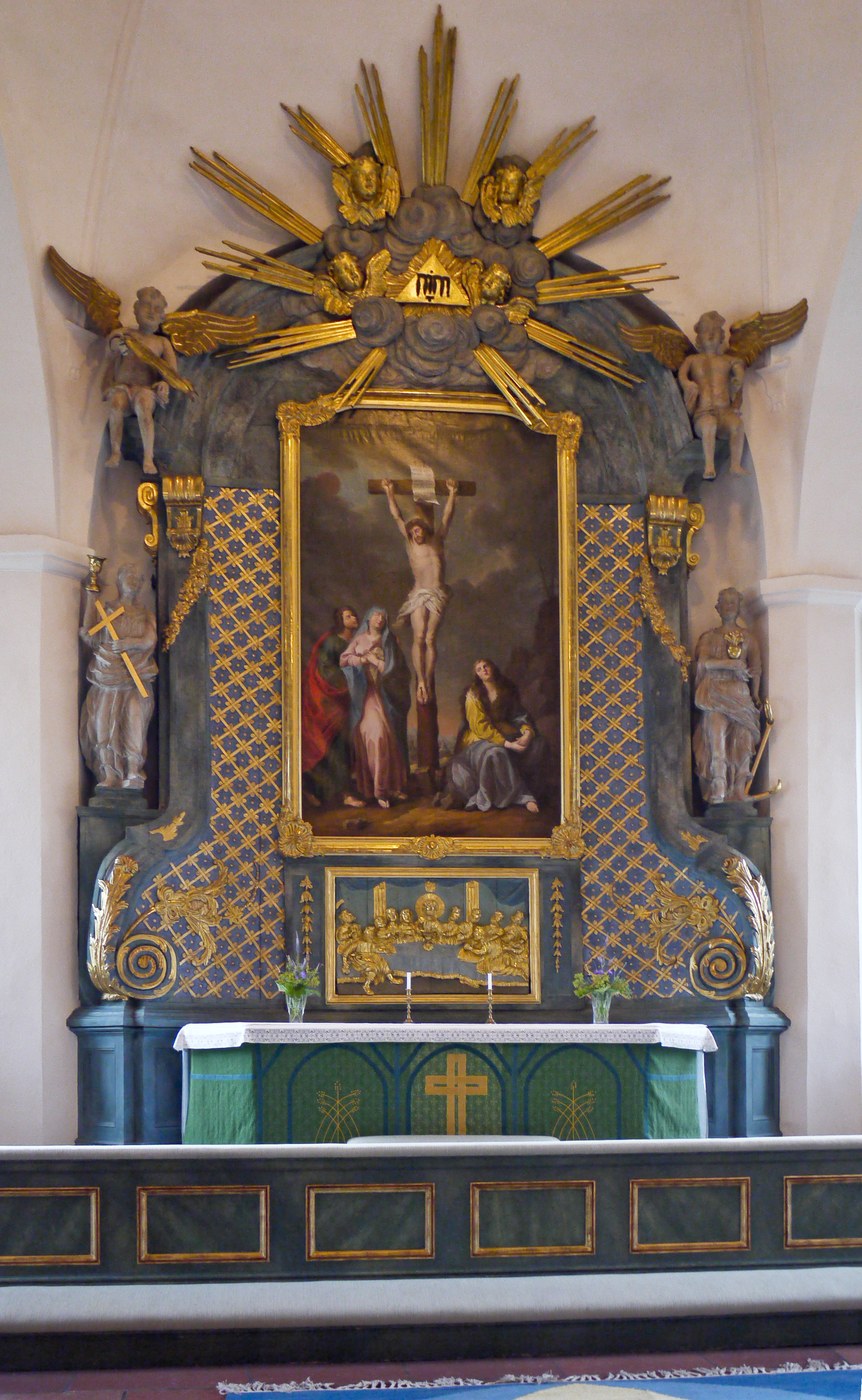
Altaret
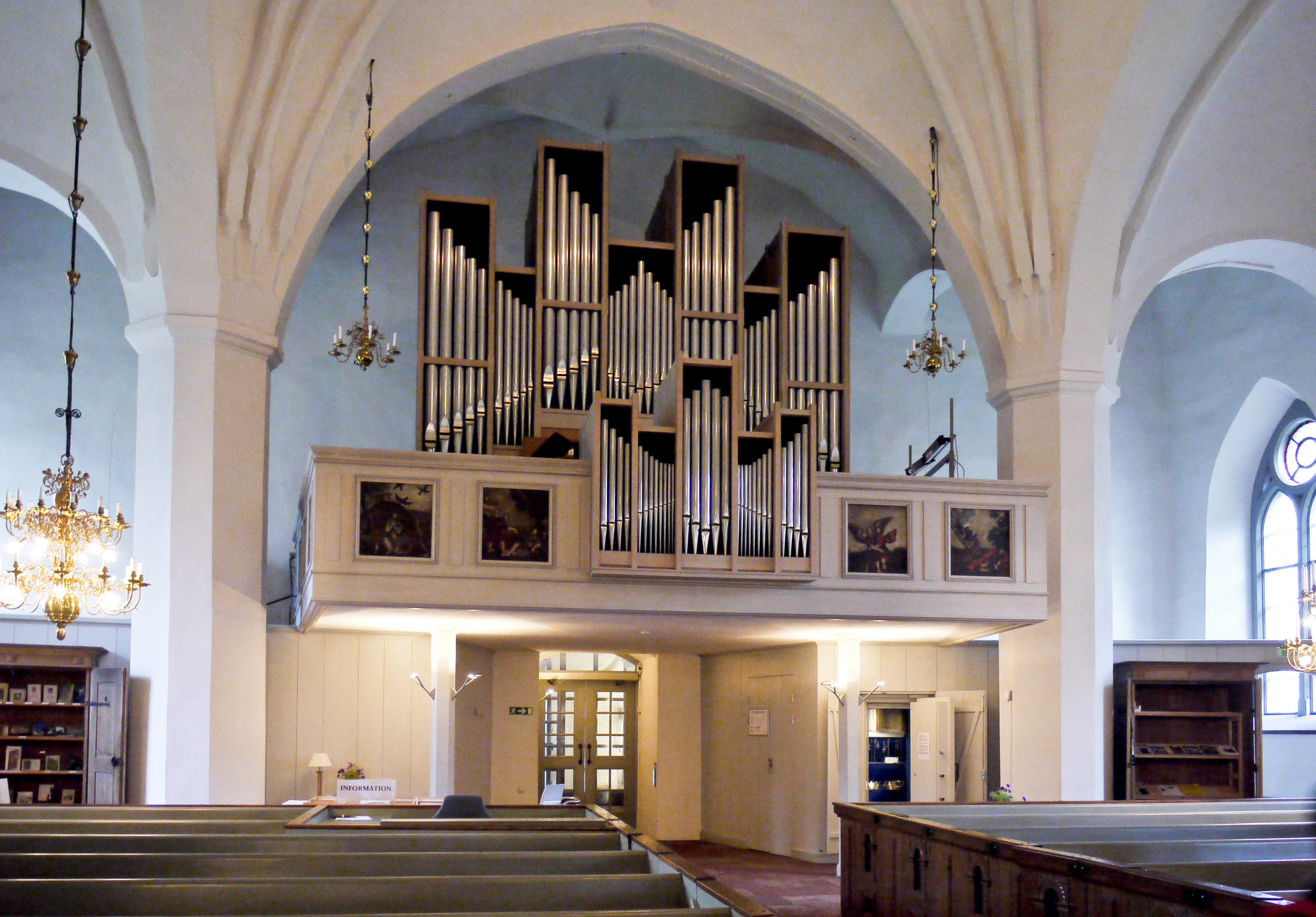
Orgeln
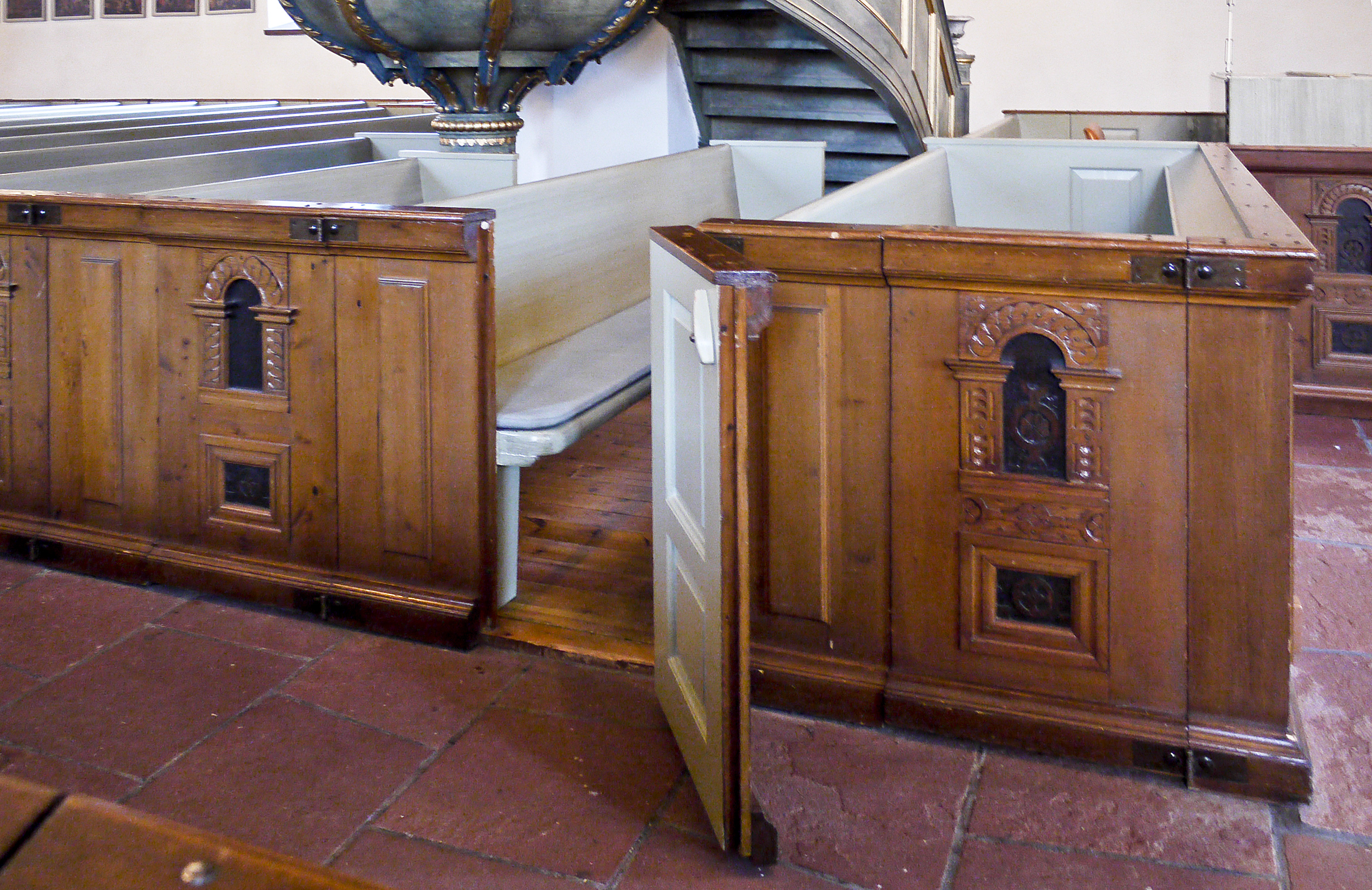
Kyrkbänkar
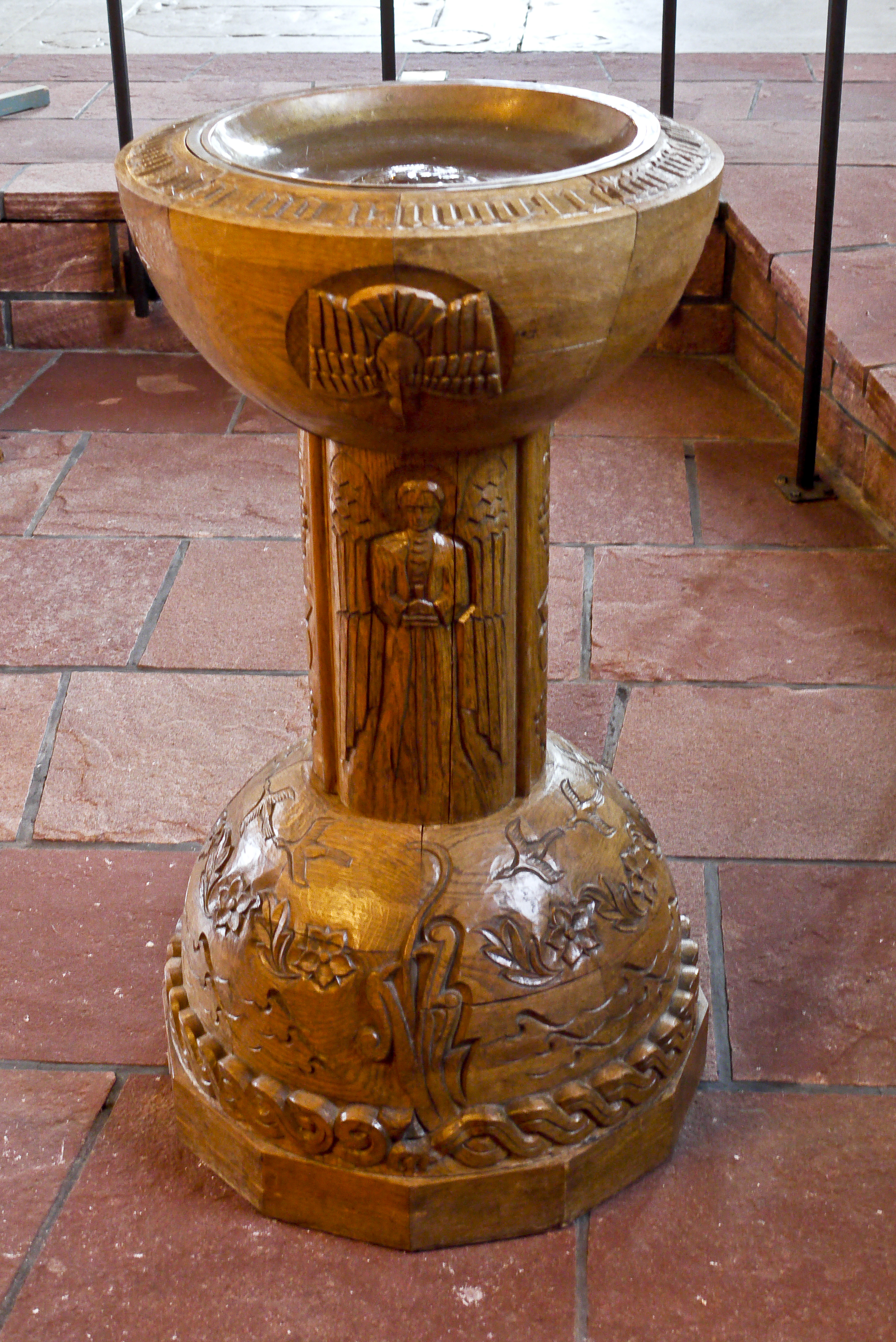
Dopfunten
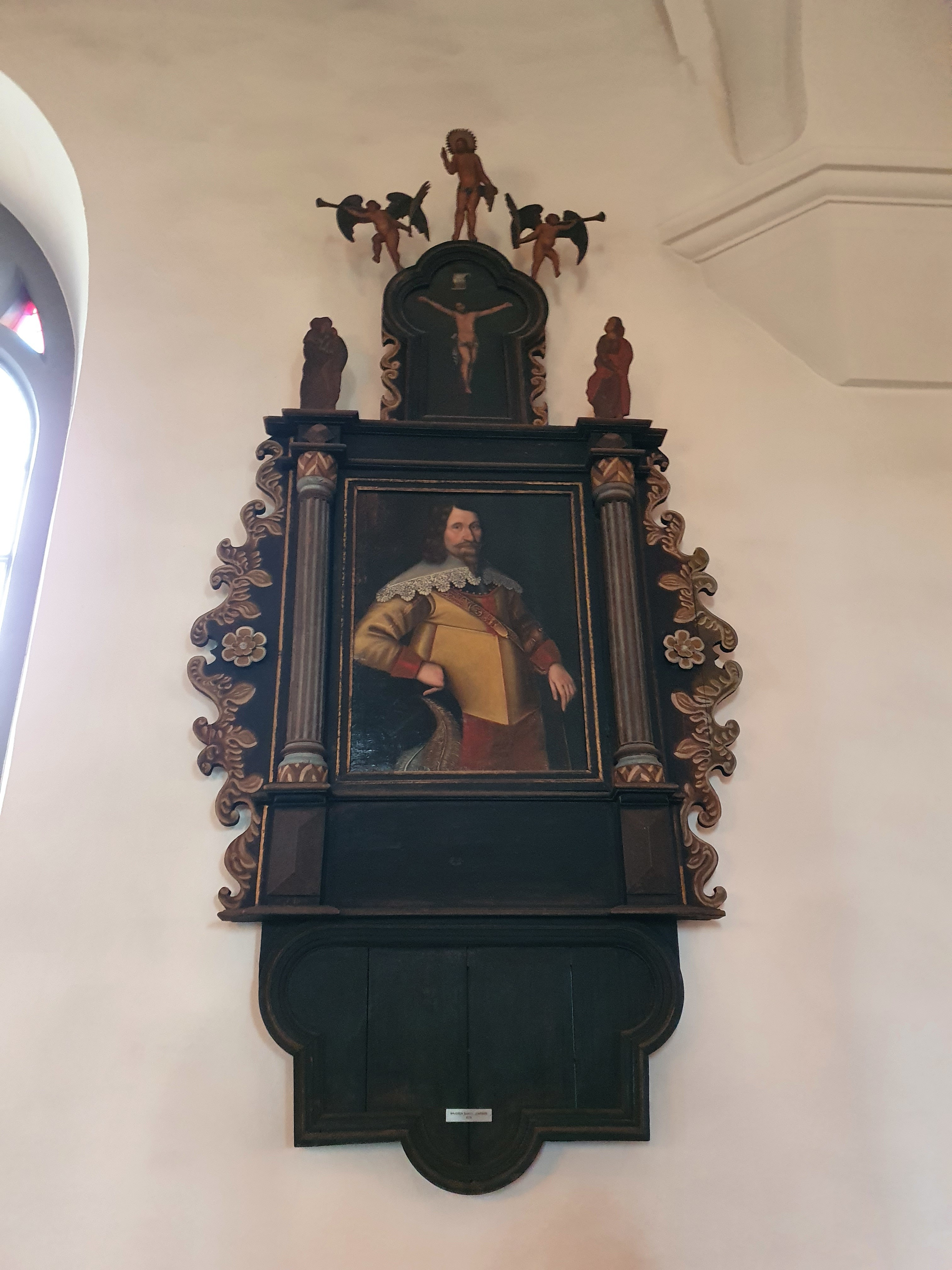
Epitafium över majoren Daniel Jonsson (1599-1663) från Sollerön.
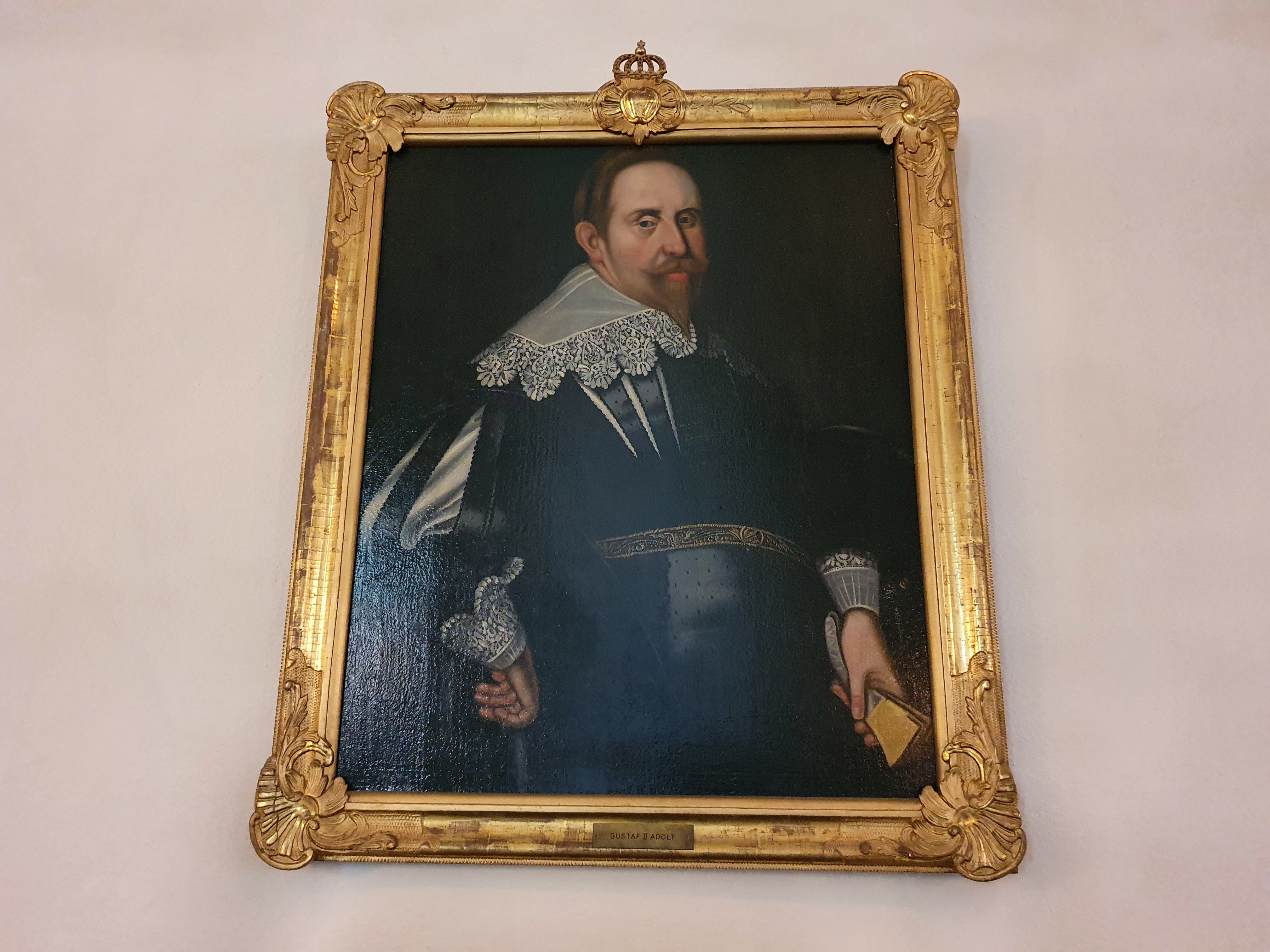
Porträtt av Gustaf II Adolf från omkring 1650.
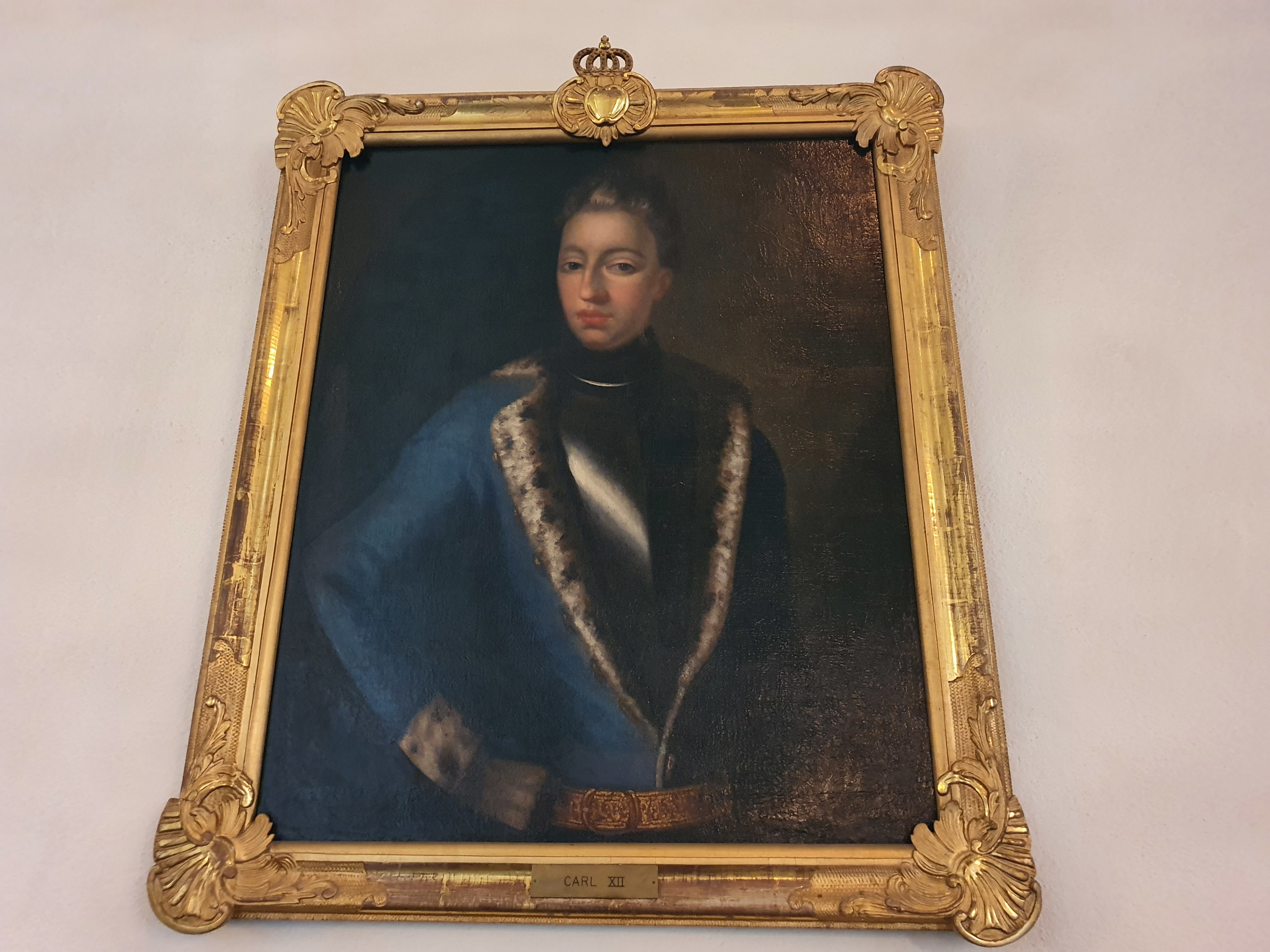
Porträtt av Karl XII, tidigast nämnd 1736.
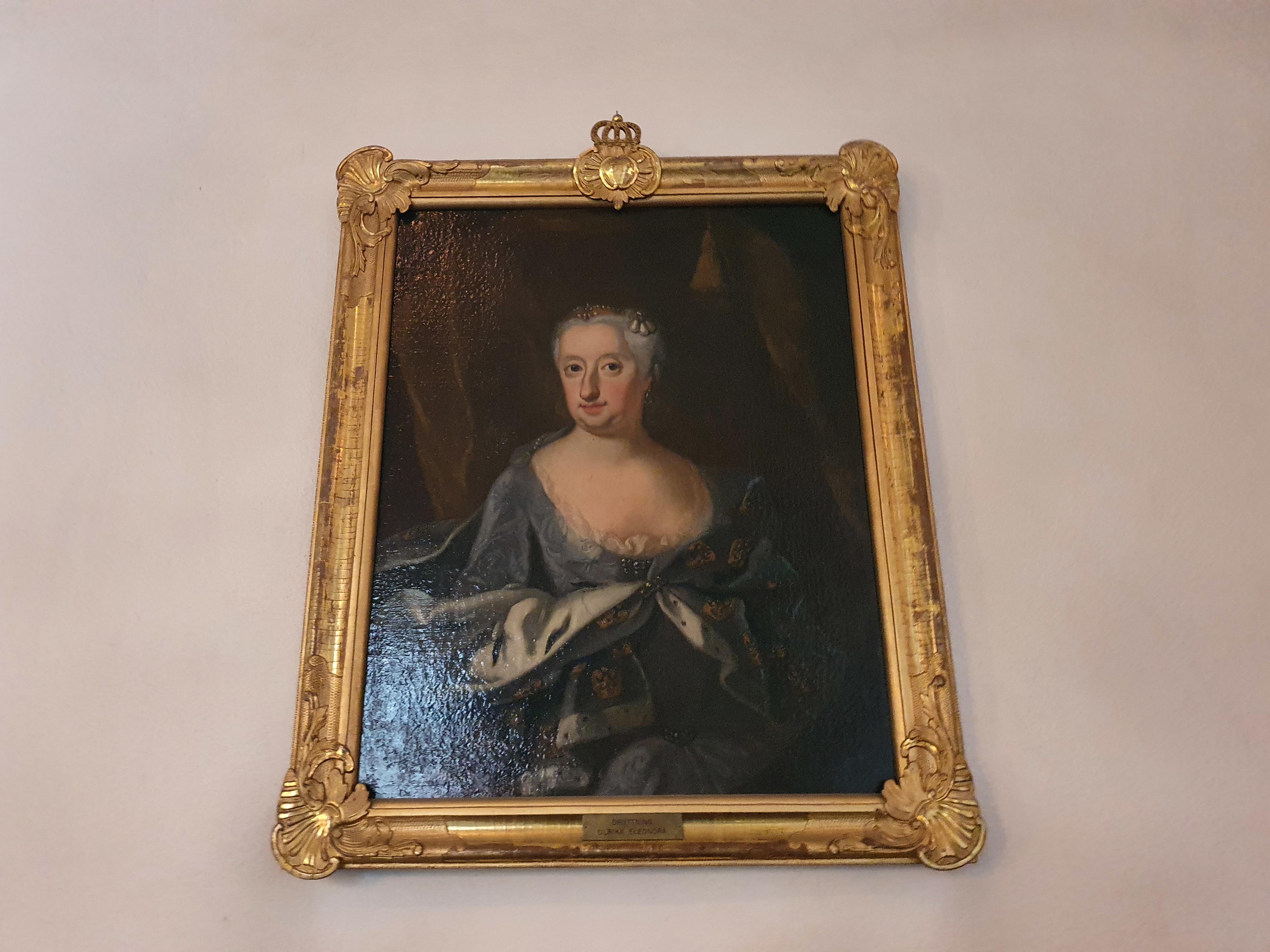
Porträtt av Ulrika Eleonora, inköpt 1743.
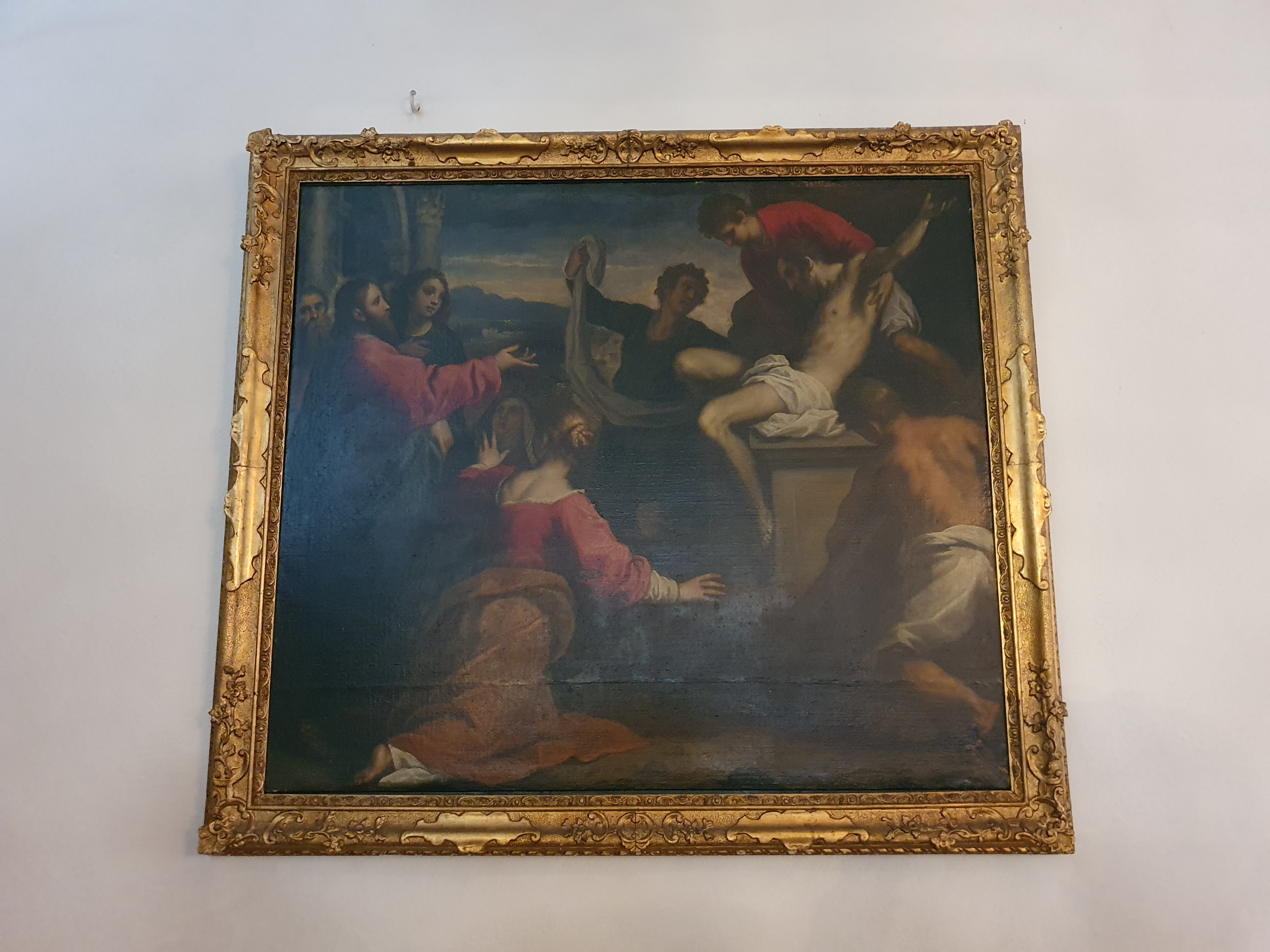
Jesus uppväcker Lasarus, tillskriven Jacopo Palma d.y.
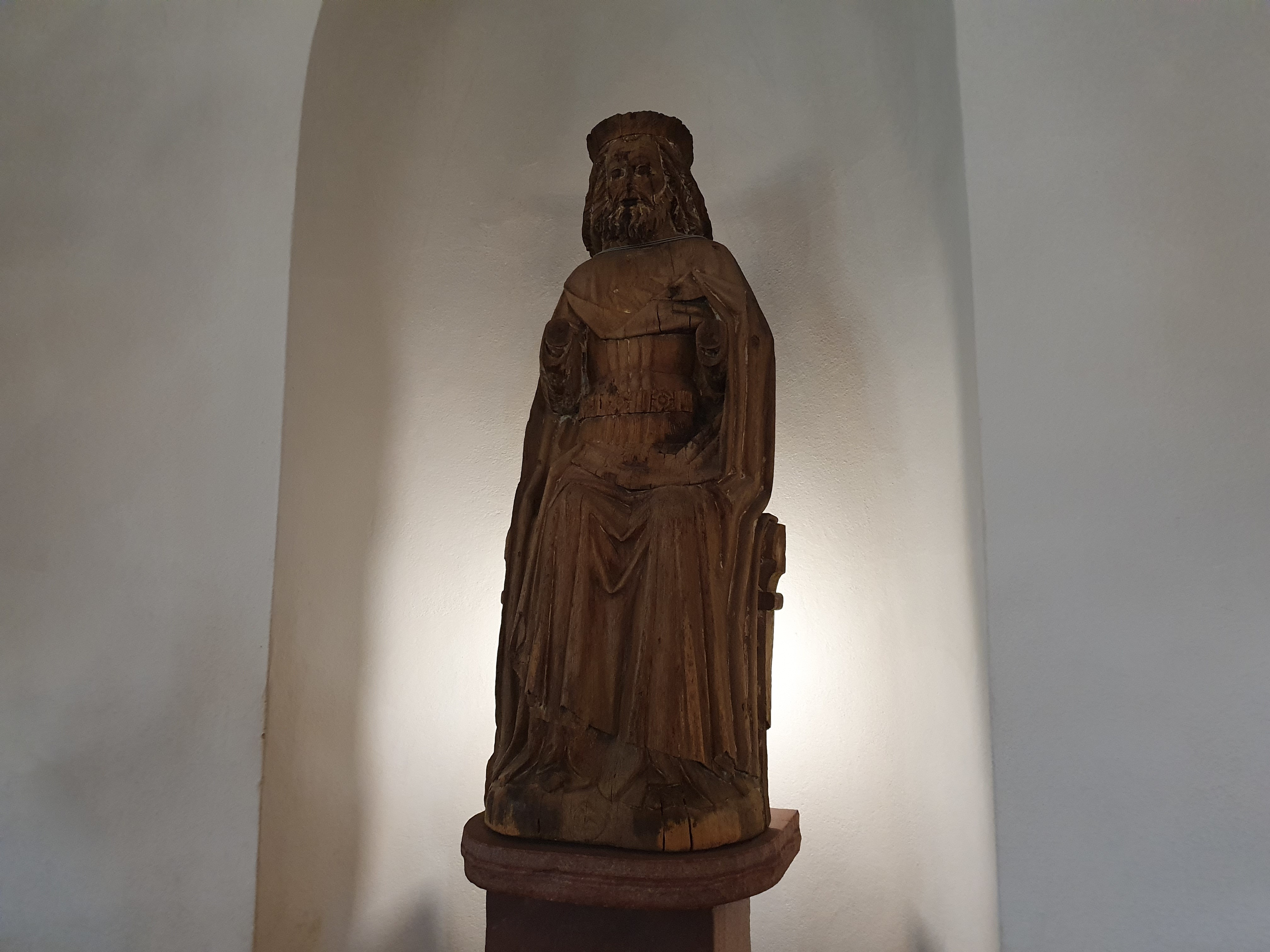
Träskulptur av helig konung, möjligen S:t Olof, från slutet av 1400-talet.
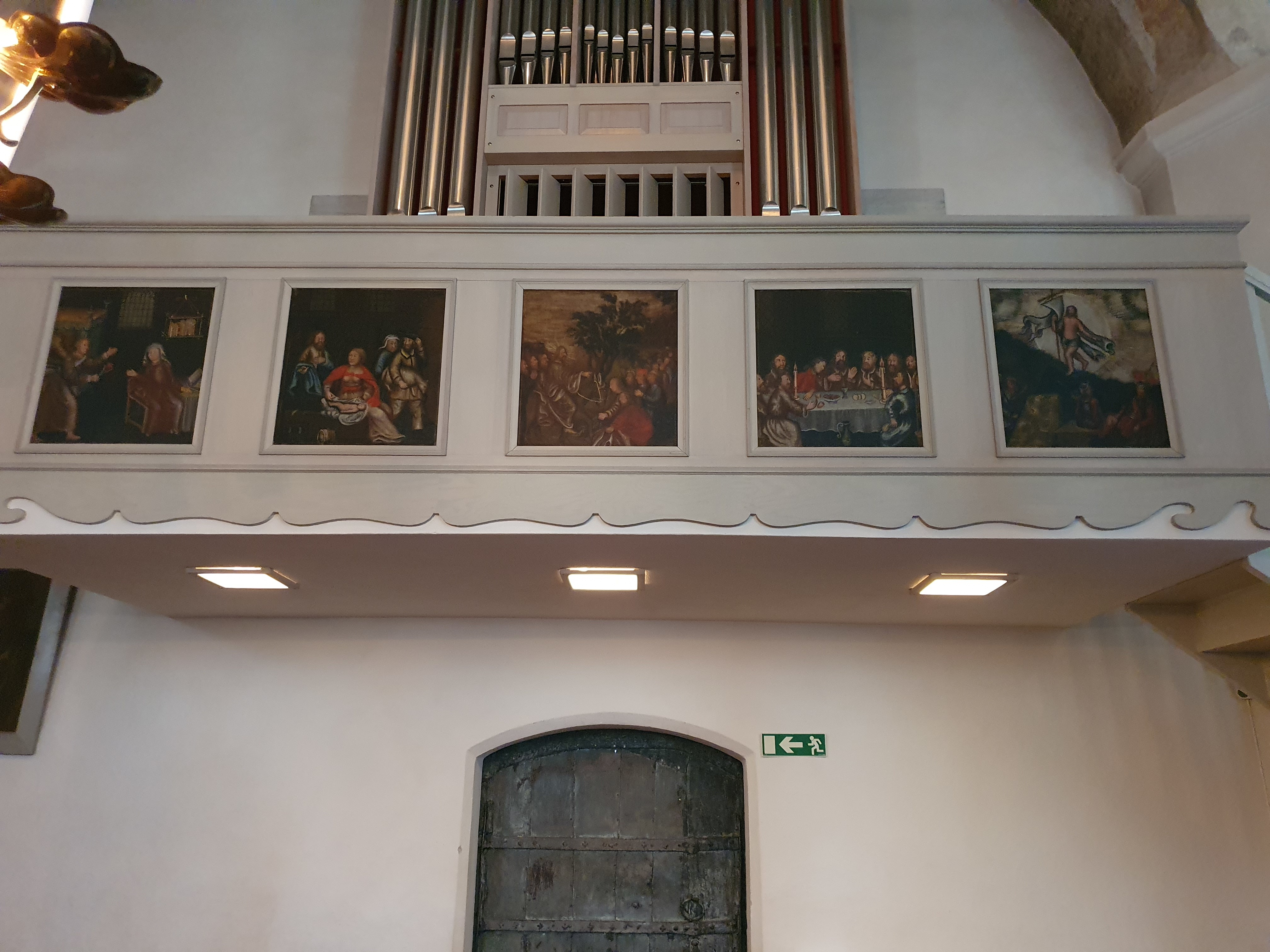
Serie av målningar från 1755 vid den mindre orgelläktaren.
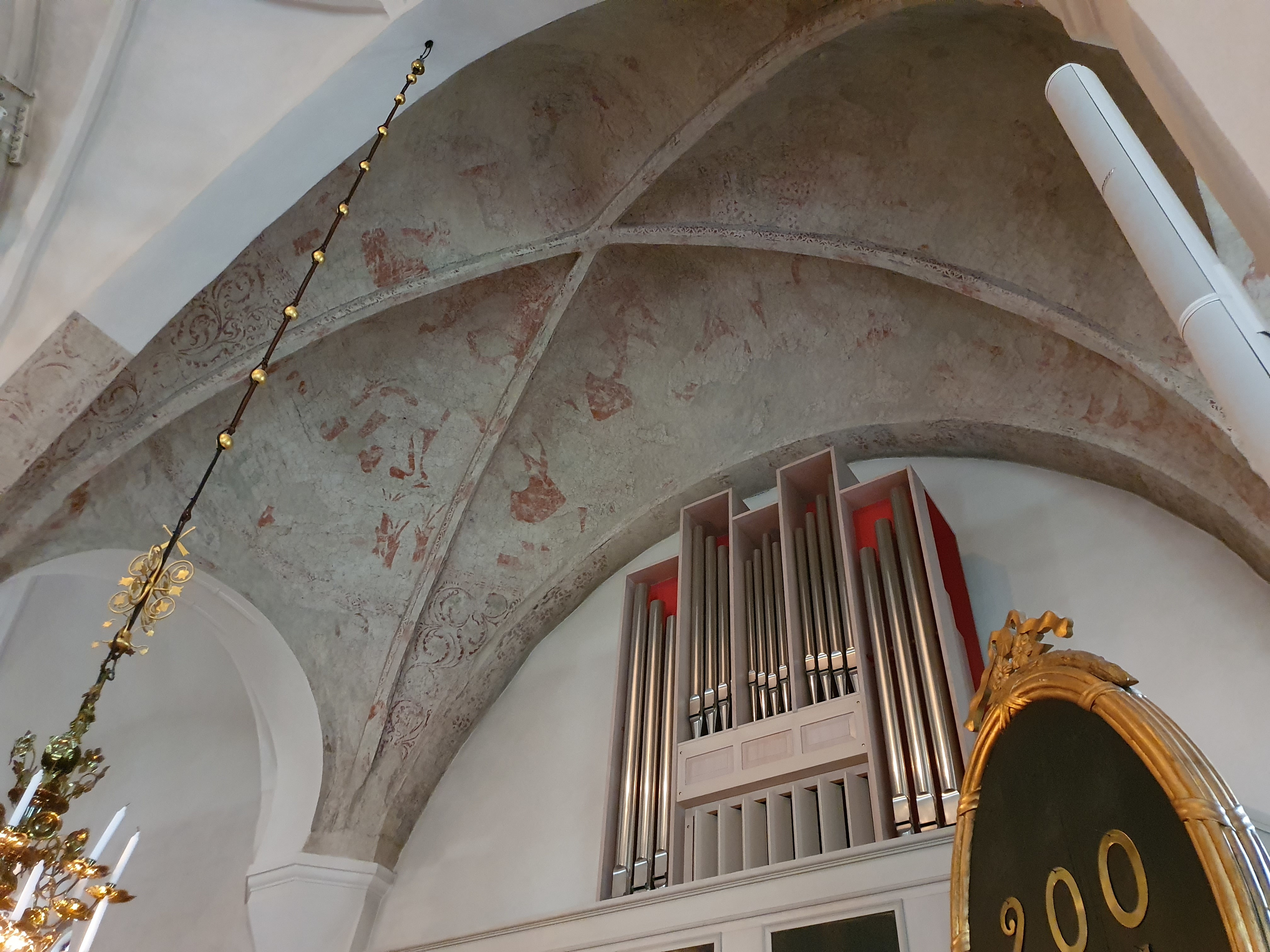
Kalkmålningar från 1520-talet i nordöstra valvet.

### Fotnoter
1. ↑  ”Mora kyrka”. Kyrkokartan. http://www.kyrkokartan.se/056782/Mora_kyrka. Läst 12 juli 2014.
2. ↑  Lars Grimlund (1 mars 2008). ”Vasaloppet - en nordisk landskamp”. Dagens nyheter. http://www.dn.se/sport/vasaloppet-en-nordisk-landskamp/. Läst 18 september 2016.
3. 1 2 3 4 5 6 7 8  Tore Johansson, red (1990). Inventarium över svenska orglar: 1990:I, Västerås stift; Karlstads stift. Tostared: Förlag Svenska orglar. Libris 4108784
4. 1 2  Sjögren, Josef (1952). Orgelverken i Västerås stift: en historisk översikt 1952. Nordiska museets handlingar, 0346-8585 ; 40. Stockholm: Nord. museet. sid. 212-214. Libris 1444606
5. ↑  Carlsson, Sten L (1973). Sveriges kyrkorglar. Lund: Håkan Ohlsson. sid. 139. Libris 7604068. ISBN 91-7114-046-8
6. ↑  Ahlberg, Hakon; Björklund Staffan, Eriksson Birger (1996). Dalarnas kyrkor i ord och bild. Skrifter från Västerås stift, 1104-5302 ; 1996:6. Falun: Kronvall information i samarbete med Västerås stifts information. sid. 198. Libris 3241694